# Murat Ocak
Murat Ocak (* 1. Januar 1982 in Bafra) ist ein türkischer Fußballspieler.

## Spielerkarriere

### Verein
Ocak begann mit dem Vereinsfußball in der Jugend von Samsun Yolspor und spielte später in der Jugend von Samsunspor. 2001 wechselte er zuerst als Amateurspieler zum damaligen Drittligisten Çarşambaspor. Hier etablierte er sich auf Anhieb als Stammspieler, sodass er nach einem Jahr einen Profivertrag erhielt. 
2003 wechselte Ocak innerhalb der Liga zu Çorumspor und spielte die nächsten zwei Spielzeiten für diesen Verein. Im Sommer 2005 heuerte er beim Zweitligisten Istanbul Büyükşehir Belediyespor an. Hier gelang ihm auf Anhieb der Sprung in die Stammelf. Obendrein wurde er zu den auffälligsten Youngstern der 2. Lig. So fiel er auch dem damaligen türkischen Nationaltrainer Fatih Terim auf, der bereits vorher unbekannte Zweitligaspieler in die Nationalmannschaft nominierte. So absolvierte er im Sommer 2006 drei Länderspiele.
Nach seinen Auftritten in der türkischen Nationalmannschaft wurden mehrere Erstligaklubs auf Ocak aufmerksam. So wechselte er zum Traditionsverein Trabzonspor. Hier fand er unter dem brasilianischen Trainer Sebastião Lazaroni auf Anhieb einen Stammplatz. Als Lazaroni bereits nach dem 4. Spieltag die Trainerbank räumen musste und durch Ziya Doğan ersetzt wurde, verlor Ocak allmählich seinen Stammplatz. Zur Rückrunde der Spielzeit wurde Ocak als Gegenleistung für den Wechsel von Ceyhun Eriş als Leihspieler an den Ligakonkurrenten MKE Ankaragücü abgegeben. Zum Saisonende zu Trabzonspor zurückgekehrt, wurde er für die anstehende Saison an seinen alten Verein, den mittlerweile in die Süper Lig aufgestiegenen  Istanbul Büyükşehir Belediyespor ausgeliehen.
Im Sommer 2008 holte Trabzonspor von Manisaspor den Mittelfeldspieler Selçuk İnan und gab als Gegenleistung zu der Ablösesumme noch Ocak ab. Dieser weigerte sich diesem Wechsel zuzustimmen und erzwang so seinen Wechsel zum Zweitligisten Çaykur Rizespor. Für Rizespor spielte er zwei Spielzeiten lang.
Nachdem sein Vertrag zum Sommer 2010 bei Rizespor ausgelaufen war und nicht mehr verlängert wurde, heuerte Ocak innerhalb der Liga bei Karşıyaka SK an. Für Karşıyaka spielte er lediglich eine Saison und ging für die nächste Saison zum Stadtrivalen, dem Zweitligaabsteiger Altay Izmir.
Für Altay spielte er nur die Hinrunde und wechselte zur Rückrunde zum Zweitligisten Giresunspor. Mit Giresunspor misslang Ocak zum Saisonende der Klassenerhalt. Obwohl Ocak noch einen ein Jahr gültigen Vertrag besaß, löste er nach gegenseitigem Einvernehmen seinen Vertrag auf und verließ Giresunspor.
Seit Beginn der Saison 2012/13 ist Ocak vereinslos.

### Nationalmannschaft
Ocak wurde im Rahmen eines längeren Länderspielcamps im Sommer 2006 vom damaligen Nationaltrainer Fatih Terim als unbekannter Zweitligaspieler in den Kader der türkischen Nationalmannschaft. Während dieses Camps absolvierte Ocak drei Länderspiele. Da Ocak später in seinen Vereinen nicht mehr überzeugte, erhielt er keine weiteren Länderspielnominierungen.

## Erfolge

### Als Spieler
- Samsunspor:
  - Vizemeisterschaft der TFF 1. Lig (1): 2010/11
  - Aufstieg in die Süper Lig (1): 2010/11